# Astroturfing

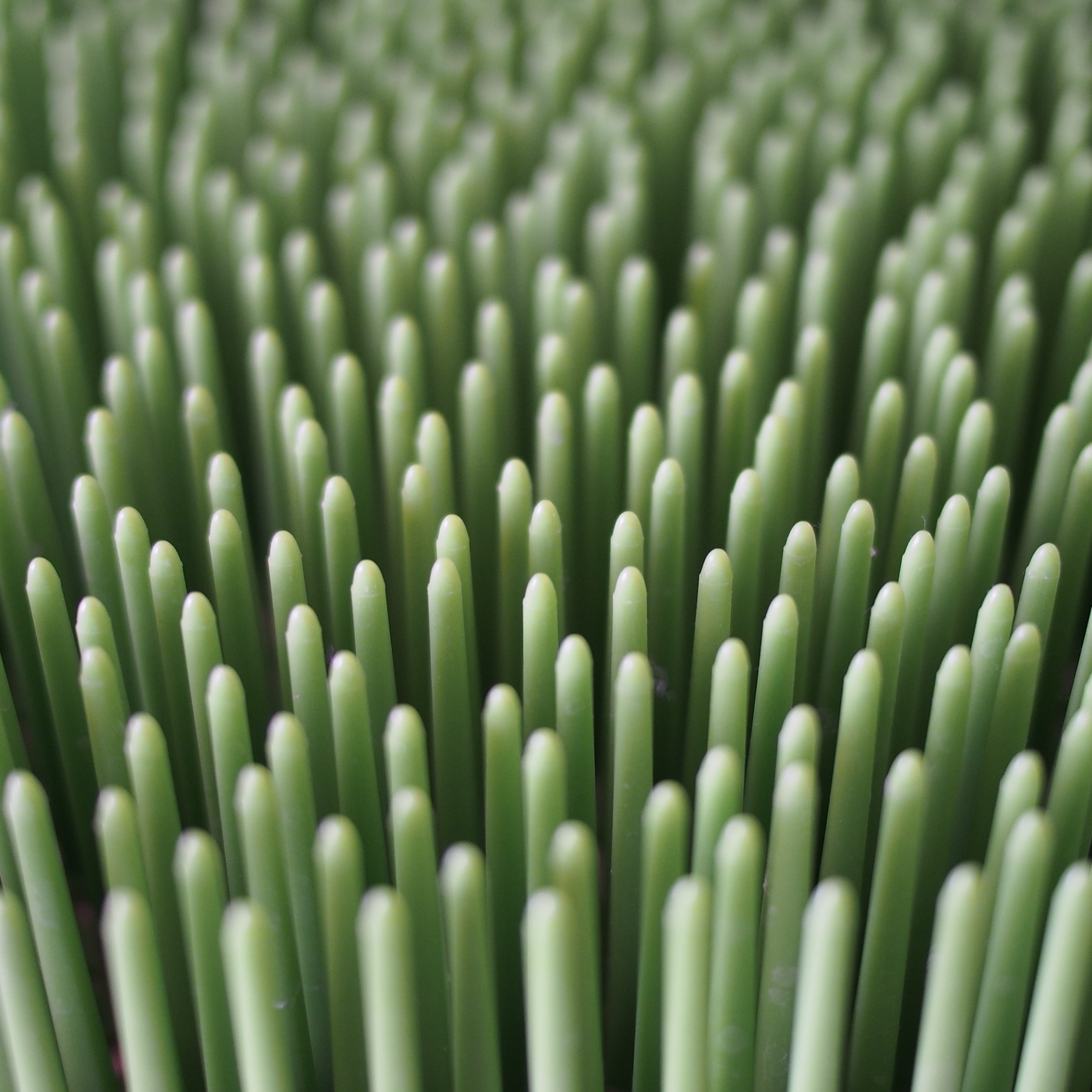
Grama artificial produzida pela AstroTurf, que inspirou o nome "astroturfing" por criar uma falsa impressão de movimento de base.

Astroturfing é a prática de mascarar os patrocinadores de uma mensagem ou organização (ex: política, publicitária, religiosa ou de relações públicas) com o intuito de fazer parecer que ela tenha se originado de ou fosse apoiada por membros de movimentos populares espontâneos da sociedade, estes também conhecidos em inglês por grassroots. É uma ação que visa dar credibilidade a declarações ou organizações sem, no entanto, fornecer informações a respeito de sua fonte.
O termo astroturfing deriva-se de AstroTurf, uma marca de grama sintética projetada para dar a aparência de um gramado natural. É um trocadilho com a palavra da língua inglesa "grassroots", que, em português, é traduzida literalmente como "raízes da grama" e que significa movimentos espontâneos de uma comunidade. A implicação por trás do uso do termo astroturfing é de que não existem movimentos grassroots "verdadeiros" ou "naturais", mas sim de apoio "falso" ou "artificial", ainda que alguns de seus praticantes defendam a sua prática (ver seção "Justificação" abaixo).
Na Internet, praticantes de astroturfing utilizam software com o objetivo de disfarçar as suas reais identidades. Às vezes, uma única pessoa opera vários perfis que passam a impressão de que existe um amplo apoio em favor de suas agendas. Alguns estudos sugerem que essa atividade é capaz de alterar a maneira de pensar do público e de criar dúvidas o suficiente para inibir ações.

## Definição
Astroturfing é o uso de movimentos populares (conhecidos também por movimentos grassroots) falsos que se concentram principalmente em influenciar a opinião pública e são financiados tipicamente por corporações ou entidades governamentais para formar opiniões.

## Políticas e sua aplicação
Muitos países possuem leis que proíbem práticas mais escancaradas de astroturfing. Nos Estados Unidos, a Comissão Federal de Comércio (FTC, na sigla em inglês) pode enviar pedidos de cessação e de desistência, ou solicitar uma fiança de US$ 16 mil por dia aos que violarem o seu "Guia Relativo à Utilização de Avais e Testemunhos em Publicidade" (em inglês:  "Guides Concerning the Use of Endorsements and Testimonials in Advertising"). Os guias da FTC foram atualizados em 2009 para resolver questões sobre mídias sociais e o marketing de boca a boca. De acordo com um artigo publicado no periódico Journal of Consumer Policy, esses guias fazem com que os anunciantes responsáveis assegurem que blogueiros ou avalistas de produtos cumpram com as orientações, e quaisquer avalistas que tenham uma ligação material devem fornecer resenhas honestas.
Na União Europeia, a Diretiva de Práticas Comerciais Desleais requer que conteúdos editoriais pagos que são publicados na mídia forneçam uma divulgação clara de que o conteúdo se trata de um anúncio patrocinado. Além disso, a diretiva proíbe aqueles que tenham alguma conexão material de enganar os leitores, fazendo-os achar que aqueles são consumidores regulares. O Reino Unido, através do seu código de defesa do consumidor (Consumer Protection from Unfair Trading Regulation), proíbe "Apresentar-se falsamente como um consumidor." As regulamentações incluem até dois anos de prisão e multas ilimitadas pelas violações. Adicionalmente, a indústria de publicidade nesse país tem adotado várias políticas voluntárias, tal como o Código de Não-Difusão de Publicidade, Venda, Promoção e de Marketing Direto. Uma associação comercial do Reino Unido, a Advertising Standards Authority (ASA), investiga queixas de infrações. Sua política exige que profissionais de marketing não enganem a sua audiência, inclusive de omitir uma divulgação da sua conexão material.
Na Austrália, o astroturfing é regulado pela Seção 18 da Lei do Consumidor da Austrália, a qual proíbe completamente "a prática de condutas enganosas e abusivas". Segundo o Journal of Consumer Policy, as leis australianas de 1975 são mais vagas. Na maioria dos casos, elas são aplicadas por meio de ações judiciais de concorrentes, em vez do órgão regulamentador, a Comissão Australiana de Competição e Consumidores (ACCC, na sigla em inglês). Existe também a Rede Internacional de Controle e Proteção dos Consumidores (ICPEN).
As regulamentações legais são direcionadas principalmente aos depoimentos, avais e declarações relativas à performance ou à qualidade de um produto. Pode-se considerar que funcionários de uma organização estejam se passando por consumidores, caso as suas ações não sejam guiadas por uma autoridade de dentro da empresa.

## Debate

### Efetividade
No livro Grassroots for Hire: Public Affairs Consultants in American Democracy, Edward Walker define "astroturfing" como sendo uma participação pública que se percebe ser fortemente incentivada, ou como fraudulenta (reivindicações são atribuídas àqueles que não as pediram), ou ainda como uma campanha da elite disfarçada de movimento de massas. Ainda que nem todas as campanhas criadas por consultores profissionais de lobby envolvendo movimentos grassroots atendam a esta definição, o livro considera que essas campanhas de grassroots financiadas pela elite muitas vezes não são sucedidas quando não possuem transparência com relação as suas fontes de patrocínio e/ou quando não conseguem desenvolver parcerias com eleitorados que tenham algum interesse independente na questão. Walker enfatiza o caso da Working Families for Wal-Mart em que a falta de transparência da campanha levou-a ao seu desaparecimento.
Um estudo publicado na revista acadêmica Journal of Business Ethics examinou os efeitos causados sobre estudantes por websites operados por organizações de fachada. Descobriu-se que o astroturfing foi eficaz em criar incertezas e diminuir a confiança sobre as reivindicações, alterando, assim, as percepções que tendem a favorecer os interesses comerciais por trás dessa atividade. O jornal norte-americano The New York Times informou que as resenhas de "consumidor" são mais efetivas, pois "elas pretendem ser depoimentos de pessoas de verdade, apesar de que algumas são compradas e vendidas, como qualquer outra coisa na Internet comercial." Algumas organizações se sentem ameaçadas com comentários negativos e passam a se envolver também com astroturfing no intuito de abafar aquelas vozes. Comentários virtuais feitos por praticantes de astroturfing também podem balançar a discussão através da influência do pensamento de grupo.

### Justificação
Alguns operadores de astroturfing defendem a sua prática. Com relação aos "movimentos que têm se organizado de forma agressiva para aumentar a sua influência", o autor Ryan Sager afirmou que "isso não é trapacear. Fazer qualquer coisa que esteja ao seu alcance para incentivar que outras pessoas apareçam é política básica." De acordo com um executivo da empresa Porter/Novelli, "Haverá momentos em que a posição que você defende – não importa o quão bem enquadrada e suportada ela seja – não será aceita pelo público, simplesmente porque você é quem você é."

### Impacto na sociedade
O especialista em data mining, Bing Liu, da Universidade de Illinois, estimou que um terço de todas as resenhas de consumidores na Internet sejam falsas. De acordo com o New York Times, o crescimento das operações de astroturfing tornou difícil distinguir o "sentimento popular" da "opinião pública fabricada". Essa atividade, segundo um artigo publicado no Journal of Business Ethics, ameaça a legitimidade de movimentos populares genuínos. Os autores argumentaram que "o astroturfing, cujo propósito é o de cumprir agendas corporativas, manipular a opinião pública e causar dano a pesquisas científicas, representa um sério erro de conduta ética." Um relatório de 2011 descobriu que pessoas pagas por empresas concorrentes para postar mensagens frequentemente se atacam em fóruns online e se prevalecem sobre os participantes regulares durante o processo. George Monbiot afirmou que o software de gerenciamento de perfis com suporte para astroturfing "poderia arruinar a Internet como fórum para se fazer debates construtivos." Um artigo do Journal of Consumer Policy disse que os reguladores e legisladores precisavam ser mais agressivos com relação ao astroturfing. O autor afirmou que essa prática compromete a capacidade do público de informar potenciais clientes a respeito dos produtos de baixa qualidade ou de alertar sobre práticas inapropriadas de negócios, mas observou também que os reviews fakes eram difíceis de detectar.

## Técnicas
O uso de uma ou mais organizações de fachada é uma técnica de astroturfing. Tipicamente, esses grupos se apresentam como se fossem de interesse público, embora estejam na realidade trabalhando em nome de um patrocinador político ou corporativo. Eles podem se opor a legislações e ao consenso científico – que estejam prejudicando os negócios do patrocinador – ao enfatizarem pontos de vistas minoritários, instilando dúvidas e publicando reivindicações de especialistas patrocinados por empresas. Blogs falsos também podem ser criados para parecer que foram escritos por consumidores, quando na verdade são controlados por interesses políticos ou comerciais. Alguns movimentos políticos têm fornecido incentivos para que membros do público enviem uma carta para o editor de seus jornais locais, geralmente utilizando um modelo de carta já preparado para "copiar e colar", que é publicada em dezenas de jornais de notícias.
Outra técnica se dá por meio da utilização de sockpuppets, na qual uma única pessoa cria múltiplas identidades online para simular um amplo apoio popular. Sob identidades falsas, os sockpuppets podem postar resenhas positivas sobre um produto, atacar participantes que critiquem a organização, ou postar resenhas e comentários negativos sobre concorrentes. Empresas de astroturfing têm a possibilidade de pagar os seus funcionários baseando-se no número de postagens que eles fazem e que não sejam sinalizadas por moderadores. O software de gerenciamento de perfis também pode ser usado. Assim, cada comentarista pago é capaz de controlar de cinco até setenta perfis online convincentes, sem deixar seus operadores confusos.
Empresas farmacêuticas podem patrocinar grupos de apoio ao paciente e, simultaneamente, persuadi-los a ajudarem a comercializar os seus produtos. Blogueiros que recebem produtos grátis, viagens pagas ou outras acomodações também pode ser considerado um astroturfing, caso esses presentes não forem revelados ao leitor. Analistas também podem ser vistos como praticantes dessa atividade, pois eles muitas vezes ocultam seus próprios clientes sem divulgar as suas conexões financeiras. Para evitar a prática de astroturfing, várias organizações e a imprensa contam com políticas de presentes, acomodações e de revelações.

### Detecção
O software de gerenciamento de perfis é capaz de desenvolver contas e de simular automaticamente a tarefa de participação em uma conferência, a fim de tornar mais convincente de que se trata de contas autênticas. Na empresa HBGary, os funcionários recebem pendrives separados contendo contas online para cada identidade individual, além de exibir sinais visuais para que o empregado se lembre de qual identidade ele está usando no momento.
Cartas em massa podem ser impressas em papéis personalizados, usando diferentes tipos de letras, cores e palavras para fazê-las parecer que são pessoais.
Segundo um artigo do The New York Times, a Comissão Federal de Comércio dos EUA raramente aplica suas leis de astroturfing. Contudo, as operações são frequentemente detectadas se as imagens dos perfis forem reconhecidas ou se as contas forem identificadas através de padrões de utilização. Em 2010, a equipe de Filippo Menczer, professor de ciência da computação da Universidade de Indiana, desenvolveu um software que detecta a prática de astroturfing no Twitter, através do reconhecimento de padrões de comportamento dos perfis.

## Negócios e adoção
De acordo com um artigo publicado no periódico Journal of Consumer Policy, acadêmicos discordam de quão prolífica é a atividade de astroturfing.
Operation Earnest Voice (algo como "Operação Voz Sincera", em português) é uma campanha de astroturfing do governo dos Estados Unidos. A iniciativa tem o objetivo de utilizar sockpuppets para disseminar propaganda pró-americana em sites de redes sociais em redor do mundo.
O jornal britânico The Financial Times afirmou que o astroturfing é uma "coisa comum" na política americana, mas foi algo "revolucionário" na Europa  quando descobriu-se que a Associação Europeia de Privacidade (EPA, na sigla em inglês), um "think-tank" pró-privacidade, era na realidade patrocinada por empresas de tecnologia.

## Histórico de incidentes

### Origens
Antes mesmo de a expressão "astroturfing" ter sido criada, um dos primeiros exemplos desta prática constava no Ato 1, Cena 2, da peça Júlio César de Shakespeare. Nessa peça, Cássio escreve cartas falsas vindas do "público" para convencer Brutus a assassinar César. No início dos anos 1900, um vendedor de copos descartáveis convencia viajantes a evitarem copos de bebida coletivos encontrados em trens e lojas, através de um panfleto com o título The Cup Campaigner (algo como "A Campanha do Copo", em português). O panfleto alertava que os copos de bebida coletivos poderiam espalhar doenças, mas não revelava que a mensagem tinha motivos comerciais. A palavra "astroturfing" foi cunhada pela primeira vez em 1985 pelo então Senador dos EUA, Lloyd Bentsen (Partido Democrata–Texas), quando ele afirmou que "um amigo do Texas pode dizer a diferença entre as raízes do gramado ("grass roots", em inglês) e as fornecidas pela empresa AstroTurf... é que as últimas são fabricadas". Naquele episódio, Bentsen descrevia uma "montanha de cartas e cartões" que haviam sido enviados ao seu escritório a fim de promover os interesses da indústria de seguros.

### Tabaco
Conforme os defensores da saúde venciam legislações para aumentar os impostos e intensificar a regulamentação do fumo nos EUA, empresas como a Philip Morris e a Burson-Marsteller, e outros grupos de interesses ligados ao tabaco, criaram a Aliança Nacional de Fumantes (NSA, na sigla em inglês) em 1993. Entre os anos 1994 e 1999, a NSA e outros grupos do setor de tabaco iniciaram uma agressiva campanha de relações públicas numa tentativa de simular que havia amplo apoio aos direitos dos fumantes. De acordo com um artigo publicado na revista Journal of Health Communication, a NSA teve relativo sucesso em derrotar leis que prejudicavam as receitas do setor.

### Internet
O email, as chamadas telefônicas automatizadas, as cartas de formulário e a Internet tornaram a prática de astroturfing mais econômica e prolífica no fim da década de 90. Em 2001, conforme a Microsoft se defendia contra uma ação antitruste, o Americans for Technology Leadership (ATL) – grupo tecnológico amplamente financiado pela Microsoft – iniciou uma campanha de cartas. O grupo contactou eleitores sob o pretexto de realizar uma pesquisa de opinião pública, e enviou amostras de cartas e formulários de consumidores pró-Microsoft para entregá-las aos legisladores envolvidos. Tal esforço foi concebido para fazer parecer que houvesse apoio público a um dirigente simpático ao seu processo antitruste.
Em 2009/10, um estudo da Universidade de Indiana desenvolveu um sistema de software para detectar astroturfing no fluxo de dados do Twitter. "Alguns desses casos chamou a atenção da imprensa popular devido à sensibilidade do tema na corrida para as eleições intercalares americanas de 2010 e, posteriormente, muitas das contas envolvidas foram suspensas pelo Twitter." O estudo citou um número limitado de exemplos, todos promovendo candidatos e políticas conservadoras.

### Política
No ano de 2006, dois funcionários da companhia de relações públicas Edelman criaram um blog chamado "Wal-Marting Across America" a respeito de duas pessoas viajando para estabelecimentos da Walmart em todo o país. O blog passou impressão de estar sendo operado por consumidores espontâneos, mas na verdade estava sendo operado em nome da Working Families for Walmart, grupo fundado pela Wal-Mart. Em 2007, o Ask.com organizou uma campanha publicitária contra o Google, descrevendo a empresa como detentora do "monopólio da informação" que estava prejudicando a Internet. O anúncio foi projetado para dar a aparência de um movimento popular e não divulgou que ele era financiado por um concorrente.
Em 2003 o website GOPTeamLeader.com oferecia aos seus visitantes "pontos" que poderiam ser trocados por produtos (caso eles assinassem uma carta de formulário promovendo George Bush) e recebiam um jornal local para ser entregue como carta ao editor. Mais de 100 jornais de notícias publicaram uma carta idêntica ao do editor do site contendo diferentes assinaturas. Campanhas similares foram usadas pelos websites GeorgeWBush.com e  MoveOn.org, este último visando promover o filme Fahrenheit 9/11 de Michael Moore. Nos EUA, a campanha "Fix the Debt", da organização Comitê por um Orçamento Federal Responsável (CRFB, na sigla em inglês), defendia a redução da dívida do governo sem, no entanto, anunciar que seus membros eram lobistas ou funcionários da alta patente de corporações, que visavam reduzir os gastos federais. Ela também enviou op-eds (artigos de opinião) a diversos estudantes os quais foram publicados na forma em que se encontravam.
Nos Estados Unidos, notáveis liberais têm alegado que o Movimento Tea Party é um caso de astroturfing.

### Meio ambiente
Os esforços corporativos para mobilizar o público contra a regulamentação ambiental aceleraram nos EUA depois da eleição do presidente Barack Obama.
A Rússia foi acusada recentemente de usar táticas de astroturfing para conseguir apoio pela Europa e Ocidente ao sentimento contra o fraturamento hidráulico, com o objetivo de manter o seu domínio nas exportações de petróleo sobre a Ucrânia.

### Comercial
A Comissão Federal de Comércio dos EUA  registrou, em 2010, uma queixa contra a Reverb Communications que utilizava funcionários para postar reviews favoráveis de produtos na loja virtual iTunes Store da Apple. Em setembro de 2012, um dos primeiros grandes casos de astroturfing identificados na Finlândia envolveu críticas ao custo de 1.8 bilhão de euros de um sistema de informação de pacientes, que era defendido por identidades virtuais falsas operadas pelos vendedores envolvidos.
Em setembro de 2013, o procurador-geral de Nova York, Eric T. Schneiderman, anunciou um acordo com 19 companhias para prevenir a prática de astroturfing.  "Astroturfing é a versão do século 21 da publicidade falsa, e os promotores possuem muitas ferramentas em sua disposição para colocar um fim nisso", disse Scheiderman. As empresas pagaram US$ 350 mil para resolver a questão, mas o acordo abriu caminho para as ações privadas também. Segundo o advogado Kelly H. Kolb, "Cada estado possui alguma versão dos estatutos usados por Nova York. O que o procurador-geral nova-iorquino fez é, talvez, ter dado aos advogados particulares um guia para se mover ações."

### Patrocinado pelo Estado
Uma especialista em assuntos chineses, Rebecca MacKinnon, fez uma estimativa, em 2008, de que o país havia empregado 280 mil pessoas em uma operação de astroturfing financiada pelo governo para postar propaganda em favor da China e para abafar as vozes dissidentes.
Em junho de 2010, a Força Aérea dos Estados Unidos solicitou um software de "gerenciamento de perfis" o qual "permitiria a um operador controlar uma série de perfis virtuais a partir de uma mesma estação de trabalho, sem o receio de ser descoberto por inimigos sofisticados. Os personagens deveriam parecer se originar de qualquer parte do mundo e poderem interagir através de serviços online convencionais e por meio das redes sociais..." O contrato de US$ 2.6 milhões pelo software de astroturfing foi concedido à companhia Ntrepid Corporation. O programa seria usado pelos militares para disseminar propaganda pró-americana no Oriente Médio e atrapalhar o recrutamento e a propaganda extremista.